# Luigi Sparacio
Luigi Sparacio (Messina, 13 febbraio 1961) è un mafioso e collaboratore di giustizia italiano, considerato il boss mafioso più influente dello scenario mafioso di Messina tra la fine degli anni '80 e tutti gli anni '90.

## Biografia

### La "carriera" criminale
A 17 anni commise il suo primo omicidio, assassinando il buttafuori del celebre ristorante "La Macina".
Inizia la sua carriera criminale nel 1978, affiliandosi al clan Cariolo, che aveva base operativa della zona sud di Messina.
Nel 1981, venne affiliato al clan Costa (rivale del clan Cariolo), alla presenza di Domenico Di Blasi (braccio destro del boss Gaetano Costa) e di altri mafiosi calabresi detenuti a Messina.
Dopo essersi tirato fuori dal clan guidato da Gaetano Costa, divenne gradualmente il primo punto di riferimento criminale-mafioso a Messina, diventando il principale interlocutore dei Santapaola di Catania, della ’ndrangheta calabrese e di cosa nostra palermitana e corleonese, interfacciandosi anche con l'imprenditoria e la magistratura grazie alla sua intelligenza e prontezza di spirito, che gli consentivano di muoversi abilmente in ogni contesto. 
Conobbe il boss di Cosa Nostra catanese Nitto Santapaola, che gli fu presentato dall'amico Francesco Romeo, un messinese che viveva tra Messina e Catania, nonché cognato del Santapaola, e padre di Vincenzo Romeo (figura di spicco del panorama mafioso messinese recente). Sparacio divenne presto uno degli uomini di fiducia di Nitto Santapaola, tanto da essere stato incaricato di uccidere Alfio Ferlito nel 1982. Tuttavia successivamente tale omicidio fu ordinato ad altri ed a Sparacio fu chiesto solo di procurare un fucile di precisione. Sparacio andava spesso a Catania e alcuni mafiosi catanesi lo raggiungevano altrettanto spesso a Messina, incontrandosi in un deposito appartenente a Francesco Romeo, situato nei pressi di Via La Farina. Oltre a Santapaola aveva avuto rapporti anche con altri elementi di spicco della mafia catanese, come Aldo Ercolano, Eugenio Galea, Francesco Mangion, Calogero Campanella e Marcello D'Agata. Dal processo "Orsa Maggiore 1" è emerso che Sparacio si occupava anche della protezione di alcune imprese attenzionate dai boss catanesi che operavano a Messina. Tra le situazioni di cui si interessò vi è un'estorsione da parte del boss messinese Sebastiano Ferrara, nei confronti di un'azienda catanese, intimando al Ferrara di interromperla. Altra situazione degna di nota alla quale trovò una soluzione fu un'estorsione nei confronti di una ditta, di interesse dei clan catanesi, che si occupava di edilizia presso il Policlinico Universitario di Messina. La "rendita" per ogni attività controllata dai boss catanesi sul territorio messinese veniva in parte conferita allo stesso Sparacio ed al suo clan, in quanto sodalizio alleato ed il più influente della città di Messina.
Nel 1992 a Rometta, il boss messinese ha incontrato personalmente il corleonese Leoluca Bagarella ed un palermitano che rispondeva al cognome di Mangano (forse Antonino Mangano, boss reggente del mandamento di Brancaccio, o in via meno probabile Vittorio Mangano, principale referente di Cosa Nostra a Milano) per parlare di alcuni appalti importanti da gestire a Messina in quegli anni, ed inoltre Bagarella gli domandò se sapesse dove Benedetto Santapaola trascorreva la sua latitanza.
Secondo le rivelazioni al "Processo Dell'Utri" del pentito messinese Antonio Cariolo, Sparacio aveva contatti anche con Leonardo Greco, esponente di spicco di cosa nostra bagherese.

### Presunti rapporti con l'imprenditoria, la politica e l'eversione nera
In un interrogatorio reso nel 1999 al P.M. di Messina, Sparacio raccontò che nel 1992, a Rodia, partecipò ad un vertice con Michelangelo Alfano, Rosario Pio Cattafi, Filippo Battaglia e il deputato Marcello Dell’Utri (futuro senatore ed europarlamentare). Secondo Sparacio "Alfano con Dell’Utri dovevano fare investimenti su Milano” ha detto  “Loro parlavano d’affari… erano in affari… Non leciti. Con tutto il rispetto non voglio parlare di nulla”. Non a caso dalle successive indagini emerse che Alfano aveva diversi amici imprenditori che operavano a Milano ed erano in società con la figlia di Vittorio Mangano. Anche Rosario Pio Cattafi e i suoi soci in affari come l'avvocato messinese Filippo Battaglia avevano rapporti con delle imprese produttrici di armi, con la massoneria deviata, con la magistratura e con i servizi segreti italiani. Il GIP di Caltanissetta Giovanbattista Tona, che nel 2002 archiviò l'indagine a carico di Silvio Berlusconi e Dell'Utri quali mandanti delle stragi, considerò la ricostruzione di Sparacio "per molti versi generica e non scevra di contraddizioni".
Inoltre il 19 maggio 1999, durante un interrogatorio con il magistrato fiorentino Gabriele Chelazzi, Sparacio rivelò che, prima degli attentati che Cosa Nostra effettuò nel 1993 a Roma, Firenze e Milano, si era incontrato a Roma con Stefano Delle Chiaie (terrorista neofascista), il quale forniva consulenza strategica e politica a Cosa Nostra e consegnò una mappa dell'Italia contrassegnata con delle “x” che indicavano i luoghi degli attentati pianificati. Delle Chiaie fu iscritto nel registro degli indagati per le stragi del '93, ma poi archiviato nel 2002 su richiesta degli stessi p.m. perché fu dimostrato che in quei giorni si trovava a Bolzano e non nei luoghi degli attentati. 

### La controversa collaborazione con la giustizia
Nel gennaio del 1994, quando Sparacio capì che non c'era più nulla da fare per evitare il suo arresto, fu lui stesso a programmarlo, organizzando anche una finta collaborazione con la giustizia che gli avrebbe garantito privilegi. Quando uno dei magistrati del pool antimafia ha esaminato per la prima volta i verbali delle confessioni di Luigi Sparacio è rimasto sbalordito. Le dichiarazioni contenevano dettagli sulle recenti trame mafiose e sugli attentati che hanno scosso l'Italia, e i nomi che vi figuravano erano altamente compromettenti. Il pentito menzionava ex ministri e sottosegretari, parlamentari, membri di logge massoniche, persone che lavorano in prefetture e caserme, banchieri, imprenditori, e magistrati, tutti con legami e interessi con Cosa Nostra e altre organizzazioni mafiose. "Ho dovuto leggere quei nomi tre volte per credere che fosse tutto vero", ha confessato il magistrato. I nomi riguardavano Messina, Reggio, e includevano figure note a Roma e Milano, e persino in Svizzera. Per ciascuno di questi nomi, il pentito forniva dettagli sui ruoli e sui rapporti, offrendo prove concrete. Inoltre, si confermava l'ipotesi che l'attentato in cui i due carabinieri Antonino Fava e Vincenzo Garofalo erano stati uccisi a colpi di kalashnikov sull'autostrada a Scilla, in Calabria, mirasse a eliminare i cinque magistrati messinesi che stavano trattando il pentimento del boss Sparacio.
Di fatto Sparacio viveva una vita tutt'altro che limitata anche dopo l'arresto e la collaborazione con la giustizia: prendeva aperitivi in rinomati bar del centro cittadino, frequentava la sua amante, incontrava complici mafiosi e amministrava il suo vasto impero di beni e attività illecite, sostenuto da un sistema corrotto che coinvolgeva anche funzionari giudiziari, nonostante le ripetute segnalazioni di poliziotti e carabinieri. Questi favoritismi rivolti al boss probabilmente avevano lo scopo di evitare che venissero fatti i nomi di alcuni imprenditori, politici o altre figure di spicco. Il boss non solo beneficiava di tale situazione di favore dopo l'arresto, ma attraverso le sue deposizioni ha coperto dalle accuse una dozzina di suoi fedeli "associati", i quali hanno continuato a esercitare il controllo della cosca sulla città di Messina e sulla provincia. 
Solo nel 1998, grazie alla denuncia dell'avvocato Ugo Colonna, il procuratore della Repubblica di Messina Luigi Croce lo fece arrestare, smascherando finalmente la vera natura del "pentito" e rivelando un sistema marcio e radicato di collusioni. Nel 2000 furono arrestati anche il sostituto procuratore nazionale antimafia Giovanni Lembo, il giudice per le indagini preliminari Marcello Mondello e tanti altri, accusati di aver protetto Sparacio, consentendogli di continuare a delinquere. Infatti la rete di lusso di Sparacio comprendeva beni come una Ferrari Berlinetta, una villa lussuosa sul litorale del quartiere Mortelle di Messina, un locale a Taormina, proprietà agricole e commerciali (di cui probabilmente una in Sud America), e una fabbrica in provincia di Latina, oltre le attività criminali gestite attraverso la suocera, come il business delle estorsioni e i giri di bische e scommesse clandestine sul litorale.
Durante la pandemia di Covid-19 in occasione del funerale del fratello, ha fatto sapere di stare per saldare il suo conto con la giustizia, e che avrebbe iniziato una nuova vita..